# Douglas Trumbull
Pour les articles homonymes, voir Trumbull (homonymie).
Douglas Trumbull, né le 8 avril 1942 à Los Angeles et mort le 7 février 2022 à Albany (État de New York), est un réalisateur, producteur de cinéma et scénariste américain. Il est surtout connu pour être l'un des pionniers des effets spéciaux visuels dès la fin des années 1960 avec le film de science-fiction 2001, l'Odyssée de l'espace (Stanley Kubrick, 1968).

## Biographie
Douglas Trumbull est le fils de Donald Trumbull (1909-2004), un pionnier des effets visuels qui a notamment travaillé sur Le Magicien d'Oz.
Douglas Trumbull attire l'attention de Stanley Kubrick grâce à ses premiers travaux avec la NASA et le réalisateur Con Pederson. Kubrick l'engage pour la réalisation des effets spéciaux de son film 2001, l'Odyssée de l'espace. Entre autres techniques qu'il met au point pour le film, Trumbull adapte le slit-scan (technique mécanique permettant d'obtenir des animations psychédéliques) pour ce film.
En 1971, Trumbull réalise son premier long-métrage, Silent Running, dans lequel il utilise un certain nombre de techniques visuelles et mécaniques développées pour 2001 mais non utilisés. Les critiques acclament le film mais le public ne suit pas, certainement en raison d'une faible publicité.
À la fin des années 1970, Trumbull travaille sur les effets spéciaux des films Rencontres du troisième type (1977) et Star Trek, le film (1979). En 1981, il est superviseur des effets visuels sur le film Blade Runner (sorti en salles, aux États-Unis, en 1982).
En 1983, il réalise un deuxième long-métrage de science-fiction, Brainstorm. Pour ce film, il invente le procédé showscan, un système qui a pour effet d’améliorer très sensiblement la netteté et la luminosité de l’image et d’accroître de façon spectaculaire le sentiment de réalité et de profondeur. Le film est malheureusement entaché par la mort de Natalie Wood et a peu de succès en salles.
Il a aussi développé des systèmes visuels et mécaniques pour les parcs thématiques avec des attractions comme Retour vers le futur pour Universal Studios ou Star Tours pour Disneyland.
Nommé cinq fois aux Oscars, il reçoit un Oscar pour l'ensemble de sa carrière artistique. Le génie et le talent de Douglas Trumbull sont aujourd'hui reconnus et les films de science-fiction qu'il a réalisés sont considérés comme des modèles du genre.
Il meurt des suites d'une tumeur au cerveau le 7 février 2022 à l'âge de 79 ans.

## Filmographie

### Réalisateur

#### Longs-métrages
- 1972 : Silent Running
- 1983 : Brainstorm

#### Courts-métrages
- 1978 : Night of Dream
- 1983 : New Magic
- 1983 : Big Ball
- 1985 : Tour of the Universe
- 1985 : Let's Go également scénariste
- 1989 : Leonardo's Dream
- 1991 : Back to the Future: The Ride
- 1993 : In Search of the Obelisk
- 1996 : Theater of Time
- 1996 : Luxor Live

### Producteur
- 1972 : Silent Running
- 1973 : The Starlost
- 1980 : The Starlost: Deception
- 1983 : Brainstorm
- 1993 : In Search of the Obelisk

### Directeur des effets visuels
- 1968 : 2001, l'Odyssée de l'espace (2001: A Space Odyssey) de Stanley Kubrick
- 1971 : Le Mystère Andromède (The Andromeda Strain) de Robert Wise
- 1972 : Silent Running de lui-même
- 1977 : Rencontres du troisième type (Close Encounters of the Third Kind) de Steven Spielberg
- 1979 : Star Trek, le film (Star Trek: The Motion Picture) de Robert Wise
- 1982 : Blade Runner de Ridley Scott
- 2011 : The Tree of Life de Terrence Malick

### Documentaire
- 2018 : Douglas Trumbull l'illusionniste du cinéma de Gregory Wallet